# Tortoise (album)
Tortoise è il primo eponimo album in studio del gruppo musicale post-rock statunitense Tortoise, pubblicato nel 1994.

## Tracce
1. Magnet Pulls Through – 4:37
2. Night Air – 3:50
3. Ry Cooder – 7:04
4. Onions Wrapped in Rubber – 6:40
5. Tin Cans & Twine – 4:20
6. Spiderwebbed – 8:33
7. His Second Story Island – 2:41
8. On Noble – 4:05
9. Flyrod – 3:29
10. Cornpone Brunch – 4:44